# 東新川站 (群馬縣)
東新川站（日语：／ Higashi-Nikkawa eki */?）是位於群馬縣桐生市新里町新川3906番地，上毛電氣鐵道的上毛線車站。

## 歷史
- 1993年（平成5年）10月19日 - 車站啟用。

## 車站構造
此站是地面車站，設有1面1線的單式月台。此站是無人車站。

## 使用狀況
以下為近年使用狀況數據。
| 上下車人次變化     | 上下車人次變化 |
| 年度               | 1日平均人次    |
| ------------------ | -------------- |
| 2009年（平成21年） | 66             |
| 2010年（平成22年） | 58             |
| 2011年（平成23年） | 58             |
| 2012年（平成24年） | 62             |
| 2013年（平成25年） | 78             |
| 2014年（平成26年） | 58             |
| 2015年（平成27年） | 48             |
| 2016年（平成28年） | 51             |
| 2017年（平成29年） | 52             |
| 2018年（平成30年） | 56             |
| 2019年（令和元年） | 51             |

## 車站周邊
車站附近為新川東側地區的住宅區。站前設有兒童公園。

## 相鄰車站
上毛電氣鐵道
上毛線
新川－東新川－赤城

## 注腳
1. ↑  市内鉄道の年間乗降客数（日語） 的存檔，存档日期2014年11月29日，. - 桐生市

## 外部連結
- 上毛電氣鐵道　沿線資訊 （页面存档备份，存于）（日語）